# 160 mm moździerz M-160
160 mm moździerz wz. 1943 – moździerz ciągniony kalibru 160 mm, produkcji radzieckiej.
Moździerz został opracowany przez zespół pod kierownictwem inż. I. Tiewierowskiego i znajdował się w uzbrojeniu Wojska Polskiego. Podstawowymi elementami moździerza są: lufa, gładkościenna kołyska z komorą zamkową, płyta oporowa i łoże, które stanowiło dwukołowe podwozie. Ciągniony był przez samochód za zaczep, który umieszczono na części wylotowej lufy. Ładowany od wlotu lufy, która jest sprowadzana do poziomu i w tym położeniu blokowana. Odciążacz sprężynowy ułatwia równoważenie lufy. Zamek posiada umieszczony w komorze zamkowej (której pięta kulista opiera się w gnieździe płyty oporowej) mechanizm odpalający. Do wycelowania służył celownik MPM–44. Koła posiadają uresorowanie, które jest wyłączane w czasie strzelania.